# ساختمان دارائی (بنا و باغ)
ساختمان دارائی (بنا و باغ) مربوط به دوره پهلوی اول است و در زنجان، شمال سبزه میدان واقع شده و این اثر در تاریخ ۸ خرداد ۱۳۷۸ با شمارهٔ ثبت ۲۳۳۵ به‌عنوان یکی از آثار ملی ایران به ثبت رسیده است.این ساختمان در حال حاضر موزه صنایع دستی می‌باشد.